# Mimeusemia
Mimeusemia är ett släkte av fjärilar. Mimeusemia ingår i familjen nattflyn.

## Dottertaxa tillMimeusemia, i alfabetisk ordning[1]
- Mimeusemia accurata
- Mimeusemia albicilia
- Mimeusemia basalis
- Mimeusemia basimacula
- Mimeusemia buruensis
- Mimeusemia centralis
- Mimeusemia ceylonica
- Mimeusemia davidsoni
- Mimeusemia econia
- Mimeusemia eumelas
- Mimeusemia feminalis
- Mimeusemia fruhstorferi
- Mimeusemia hainana
- Mimeusemia hedya
- Mimeusemia javana
- Mimeusemia limata
- Mimeusemia limbata
- Mimeusemia lombokensis
- Mimeusemia nigrescens
- Mimeusemia persimilis
- Mimeusemia peshwa
- Mimeusemia postica
- Mimeusemia puciolia
- Mimeusemia regina
- Mimeusemia semyron
- Mimeusemia simplex
- Mimeusemia tara
- Mimeusemia vilemani
- Mimeusemia vittata
- Mimeusemia vitticollis